# 園部潜
園部 潜（そのべ ひそむ、1882年（明治15年）12月 - 1945年（昭和20年））は、日本の銀行家。安田保善社理事や、安田銀行社長を務めた。

## 人物・来歴
三重県出身。1904年東京高等商業学校（現一橋大学）卒業、日本銀行入行。1916年から3年間アメリカ合衆国で銀行業の視察を行ったのち、日本銀行検査役、日本銀行調査役、日本銀行松江支店長等を経て、日本銀行での上司であった結城豊太郎安田保善社専務理事兼安田銀行副頭取がいた安田保善社に転じ、1923年安田保善社調査部長に就任。
同年安田保善社理財部長。1924年安田保善社理財部長兼銀行部長。安田銀行常務監査役を経て、1926年安田銀行常務取締役。1940年からは森広蔵の後任として安田銀行副頭取を務め、事業金融への進出を行うなどした。1941年安田保善社理事に昇格。1942年には安田銀行で社長制が新設され安田銀行社長に就任した。1945年死去。